# Almák és kétszersültek (Cezanne-kép)
Az Almák és kétszersültek (Pommes et biscuits) Paul Cezanne festménye, amely a párizsi Musée de l’Orangerie gyűjteményének része.

## Keletkezése
A festmény Cézanne egyik legjobb csendélete, amely 1880-ban készült, abban az időben, amikor a műfajnak nem volt nagy divatja. A művész rendkívül kiegyensúlyozott kompozíciót hozott létre mindössze néhány almával és egy tányérral egy láda tetején. Cezanne vissza akarta állítani a csendélet presztízsét. A festő számára az alma poétikus szimbólum volt: barátságára utalt Émile Zolával, aki egyszer almákkal köszönte meg Cezanne szívességét. Az Almák és kétszersültek 1880-ban készült, mérete 45 × 55 centiméter, kerettel együtt 79 × 87,5 × 14,5 centiméter.
A festmény első tulajdonosa Alphonse Kann műgyűjtő volt, akiről Marcel Proust Az eltűnt idő nyomában egyik főszereplőjét, Charles Swannt mintázta részben. 1913-ban Nemes Marcell kollekciójának, majd a Herzog-gyűjtemény része lett. Budapestről Párizsba került, majd több kézen is megfordult, míg 1959-ben a Louvre gyűjteményének rész lett.